# James Rothman
James E. Rothman (ur. 3 listopada 1950 w Haverhill) – amerykański biochemik pochodzenia żydowskiego, profesor Uniwersytetu Yale, laureat Nagrody Nobla w dziedzinie fizjologii lub medycyny za „odkrycia dotyczące maszynerii regulującej transport pęcherzykowy, główny system transportowy w naszych komórkach” przyznanej mu wraz z Randym Schekmanem i Thomasem Südhofem.
W 1976 uzyskał doktorat w Harvard Medical School i objął posadę adiunkta w Massachusetts Institute of Technology, skąd przeniósł się w 1978 na Uniwersytet Stanforda. Tam rozpoczął swoje badania nad pęcherzykami. Był związany także z Uniwersytetem w Princeton, Memorial Sloan Kettering Cancer Center w Nowym Jorku oraz z Uniwersytetem Columbii.
Od 2008 był wykładowcą Uniwersytetu Yale w (w New Haven), gdzie piastował funkcję profesora i kierownika w Zakładzie Biologii Komórki.